# تان‌توان
تان‌توان (به ویتنامی: Xã Tân Thuận) یک قصبه در ویتنام است که در استان کاماو واقع شده‌است.